# El alma herida
 (срп. Рањена душа) мексичко-америчка је теленовела, продукцијске куће Телемундо, снимана током 2003. и 2004.

## Синопсис
Ово је прича о породици Гранадос чији је животни сан да се из Мексика преселе у Сједињене Америчке Државе и тако се избавили из сиромаштва. У покушају да илегално пређу границу, то успевају само Салвадор и његово двоје деце Еухенија и Данијел, док својој супрузи односно мајци губе сав траг и сматрају је мртвом иако тело никада није пронађено.
На повратку у свој родни град, Еухенија сазнаје да јој је мајка жива и одлучује је по сваку цену наћи. Пре него што крене натраг према САД, оставља Хуан Мануелу, породичном пријатељу у кога је тајно заљубљена од своје 15. године, писмо у коме му изјављује своју љубав. Међутим, то писмо долази у погрешне руке, прочита га Алехандро, Хуан Мануелов завидни брат, који јој у братово име напише повратно. Пролази осам година. Еухенија се враћа у Мексико да каже Хуан Мануелу да није успела пронаћи своју мајку и ту сазнаје да онај с којим се за све то време дописивала није био он, већ Алехандро. Видно разочарана, Еухенија поново одлази у САД, али овог пута и Хуан Мануел креће за њом. Тамо, Хуан Мануел проналази њену мајку Каталину, и на тај начин Еухенија схвата колико је њему стало до ње. По посвратку у Мексико оживљавај љубав између мајке и кћери, али и Еухеније и Хуан Мануела, као и велики проблеми из прошлости са којима ће се све троје морати суочити.

## Улоге
| Глумац:            | Улога:              |
| ------------------ | ------------------- |
| Итати Канторал     | Еухенија Гранадос   |
| Габријел Порас     | Хуан Мануел Мендоса |
| Ребека Џонс        | Каталина Моралес    |
| Алехандро Камаћо   | Салвадор Гранадос   |
| Доминика Палета    | Патрисија Араиза    |
| Дамјан Алказар     | Франк Лопез         |
| Родриго де ла Роса | Алехандро Мендоса   |
| Глорија Пералта    | Адријана ла Нортења |
| Гиљермо Кинтаниља  | Круз Салазар        |
| Фабијан Пена       | Гиљермо Лопез Ризо  |
| Елизабет Сервантес | Берта ла Трајлера   |
| Дијана Ферети      | Кристина            |
| Марта Аура         | Доња Гвадалупе      |